# Шницер, Игнац

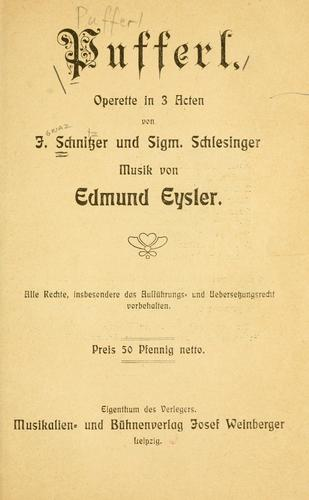
«Pufferl». Оперетта в 3 актах. Либретто И. Шницера и З. Шлезингера, композитор Эдмунд Айслер. 1900 год.

Игнац Шни́цер (нем. Ignaz Schnitzer; 4 декабря 1839, Рацендорф, Австро-Венгрия (ныне Братислава-Рача, Словакия) — 18 июня 1921, Вена Австрия) — австро-венгерский драматург, либреттист, переводчик еврейского происхождения.
Был одним из основателей газеты «Neues Pester Journal». Позже стал писать в австрийской периодической печати. Известен своими переводами стихов венгерского поэта Шандора Петёфи на немецкий язык.
Перу Шницера принадлежит несколько либретто к опереттам и комическим операм. Среди них либретто всемирно известной оперетты «Цыганский барон» в трёх актах австрийского композитора Иоганна Штрауса (сына), написанного им в 1885 году. Штраус и Шницер совместно работали над созданием этого произведения. Литературной основой либретто стала новелла «Саффи» известного венгерского писателя Мора Йокаи.